# Alfredo Arrebola
Alfredo Arrebola Sánchez (Villanueva Mesía, Granada, 20 de diciembre de 1935 - ibídem, 23 de junio de 2022) fue un cantaor, escritor y académico español, reconocido como el primer doctor en flamenco de la historia. Su carrera abarcó la investigación, la docencia y la interpretación en el mundo del flamenco.

## Biografía

### Nacimiento y formación académica
Nacido el 20 de diciembre de 1935 en Villanueva Mesía, Granada, Alfredo Arrebola fue un destacado exponente del cante flamenco desde una edad temprana. Su interés por la cultura académica se manifestó al obtener la licenciatura en Filosofía Pura y Filología Clásica, proporcionándole una perspectiva distintas para abordar el flamenco.

### Trayectoria en el arte flamenco
La carrera artística de Arrebola se caracterizó por el éxito en concursos, festivales y grabaciones, consolidando su reputación como un cantaor excepcional. Representó a España en eventos internacionales de música, llevando el flamenco a países como Portugal, Gran Bretaña, Suiza y Polonia.

### Contribuciones a la investigación y divulgación
En 1979, Alfredo Arrebola se convirtió en el primer doctor en flamenco. Como miembro de la Cátedra de Flamencología y Estudios Folklóricos Andaluces de Jerez de la Frontera, contribuyó significativamente a la investigación y divulgación del flamenco. Sus obras, entre ellas "Los Cantes preflamencos y flamencos de Málaga", son referentes en el ámbito de la música flamenca.

### Fallecimiento y legado
Alfredo Arrebola falleció el 23 de junio de 2022 en Villanueva Mesía. Su legado se refleja en su extensa discografía y bibliografía, así como en su contribución a la enseñanza y promoción del flamenco. La biblioteca, donada al ayuntamiento de Villanueva Mesía, contiene material relacionado con su ciudad natal y su interés en preservar el legado flamenco.

## Obras literarias[4]
1. 'Haces de luz: reflexiones filosófico-teológicas' (2020)
2. 'Granada en el arte flamenco' (2018)
3. 'El flamenco en los escritores granadinos' (2011)
4. 'El sentir flamenco en Bécquer, Villaespesa y Lorca' (1986)
5. 'Los cantes preflamencos y flamencos de Málaga' (1985)

## Discografía
1. 'Alfredo Arrebola' (1972)
2. 'Alfredo Arrebola, profesor y cantaor' (2008)
3. 'Antología de la malagueña Vol. 1 y 2' (1990-1995)[1]
4. 'Antología de la saeta' (1995)[1]

## Distinciones
La trayectoria de Alfredo Arrebola en el ámbito del flamenco se ha visto marcada por la obtención de varios premios y distinciones a lo largo de su carrera, que subrayan su impacto en este arte. Entre los honores notables recibidos se encuentran:
- Premio Nacional de Malagueñas (5 veces)
- Premio de Seguiriyas y Tonás (Concurso Nacional de Córdoba)
- Premio Nacional de Flamenco de la “Cátedra de Flamencología” de Jerez (1974)
- “SOL DE ORO” del Cante Jondo (Antequera, 1968)
- Premio Nacional “CANTES DE LEVANTE” (La Unión-Murcia)
- Premio Nacional de “GRANAINAS y MEDIA GRANAINA” (Granada, 1970)
- Premio Nacional “CANTE GRANDE ANDALUZ” (La Unión-Murcia, 1969)
- Premio Nacional “J U A N B R E V A” (Fuengirola-Málaga, 1969)
- Premio Nacional “NIÑO DE CABRA” (Cabra-Córdoba)
- Premio Nacional “SAETA DE ORO DE SEVILLA" (Sevilla,1970)
- Premio Nacional de Saetas. Ayuntamiento de Almería
- Premio Nacional de Saetas. Excmª Diputación de Almería.[1]